# Portland Breakers
Portland Breakers — американская футбольная команда, игравшая в Футбольной лиге США (USFL) в середине 1980-х годов. До переезда в Портленд, штат Орегон, команда базировалась в Бостоне, штат Массачусетс, под названием Boston Breakers, а затем в Новом Орлеане, штат Луизиана, под названием New Orleans Breakers.
В апреле 2022 года была создана новая футбольная лига в США, которая юридически отличается от своей предшественницы, но использует её названия команд. Одна из восьми команд, участвующих в соревнованиях, — New Orleans Breakers.

## История

### Boston Breakers
Команда начала свою деятельность в 1983 году под названием Boston Breakers, принадлежавшая бостонскому бизнесмену Джорджу Мэтьюсу и бывшему игроку New England Patriots Рэнди Ватахе. Однако найти стадион оказалось непросто. Отсутствие стадиона профессионального качества препятствовало предыдущим попыткам профессионального футбола в Бостоне до того, как Patriots прибыли в 1960 году.
Стадион Шефер в Фоксборо является самым крупным спортивным сооружением в регионе. Он является домашним стадионом команды Patriots и принадлежит семье Салливан, владельцам команды. Мэтьюз и Ватаха не хотели, чтобы их арендовала команда НФЛ.
Первоначально они рассматривали стадион Гарварда в качестве домашней арены, но университет отказал им. В результате они остановились на стадионе Никерсон-Филд, который находится на территории Бостонского университета. Вместимость стадиона составляет 21 000 человек, что является наименьшим показателем среди всех стадионов лиги.
Тренер Дик Коури сформировал сильную команду, возглавляемую квотербеком Джонни Уолтоном, который на тот момент был 36-летним игроком. Уолтон ранее выступал в Континентальной и Мировой футбольных лигах, но с конца 1970-х годов не играл в футбол. Также в команде был ветеран Канадской футбольной лиги, полузащитник Ричард Крамп.
Команда Breakers завершила сезон со счётом 11–7, но уступила «Чикаго Блитц» в борьбе за последнее место в плей-офф. Уолтон, который завершил карьеру профессионального футболиста несколькими годами ранее и три года тренировал студенческий футбол, занял седьмое место в рейтинге распасовщиков лиги. Тренер Дик Коури был признан тренером года.
Несмотря на то, что команда была достаточно сильной, игра на стадионе Nickerson Field привела к неудаче команды в Бостоне. Стадион был построен в 1915 году как Braves Field и находился в плохом состоянии. Его размеры были настолько малы, что Breakers теряли деньги, даже когда продавали все билеты, так как гостевые команды получали часть доходов от продажи билетов. В 1983 году Breakers и Washington Federals были единственными командами, которые привлекали менее 14 000 зрителей за игру. Остальные 10 команд собирали более 18 000 зрителей за игру.
После того как было установлено, что стадион Nickerson Field непригоден даже для временного использования, Мэтьюз обратился в Гарвардский университет с просьбой о предоставлении другого места для размещения команды. Однако университет отклонил его просьбу.
Затем Мэтьюз провёл переговоры о переезде в Фоксборо, но в итоге отказался от этой идеи. Он также рассматривал предложение о продаже доли в команде бизнесмену из Джексонвилла, штат Флорида, Фреду Булларду. Однако после того, как Буллард предложил уволить Коури и назначить на его место тренера из Florida State Бобби Боудена, Мэтьюз отказался от этой сделки.
После этого Мэтьюз получил предложения о переезде в Сиэтл, Гонолулу и Портленд. В конечном итоге он решил переехать в Новый Орлеан. Мэтьюз продал 31% акций застройщику из Нового Орлеана Джо Канисаро. Переезд был одобрен USFL 18 октября 1983 года.
Позже Мэтьюз продал оставшуюся долю Канисаро, но Ватаха остался президентом команды.

### New Orleans Breakers
В Новом Орлеане команда играла в Луизиане Супердоум, также домашней арене для New Orleans Saints из НФЛ. Они начали сезон со счетом 5–0, и все признаки указывали на то, что они вырвутся вперед в Южном дивизионе. Однако они выиграли только три игры, чтобы закончить со счетом 8–10. Это включало разгром со счетом 35–0 от Philadelphia Stars и поражения в последних шести играх. Несмотря на то, что в состав команды были добавлены звезда НФЛ тайт-энд Дэн Росс и новички-полузащитники Буфорд Джордан и Маркус Дюпри, команда испытывала трудности. Уолтон был непоследователен в своих действиях и в конечном итоге завершил карьеру после сезона. Дюпри на протяжении всего пребывания в команде сталкивался с проблемами, связанными с коленями.
Спустя годы защитник Джефф Гейлорд вспоминал, что причиной упадка Breakers стало то, что многие игроки команды были вовлечены в наркокультуру Нового Орлеана. По словам Гейлорда, употребление кокаина в раздевалке было распространённым явлением, и соблазн был слишком велик для многих игроков, выросших в бедности.
С положительной стороны, команда пользовалась поддержкой болельщиков в Новом Орлеане, в среднем посещаемость составляла 30 557 зрителей за игру. Многие из них приезжали, чтобы увидеть игру Дюпри, который вырос в соседнем штате Миссисипи. Джордан пробежал 1276 ярдов, заняв четвёртое место в лиге, а Росс и широкий ресивер Фрэнк Локетт провели успешные годы.
После окончания сезона владельцы лиги приняли решение перейти на осенний график, начиная с 1986 года. Это привело к тому, что такие команды, как «Новый Орлеан», «Мичиган» и «Филадельфия», оказались в затруднительном положении.
Канисаро считал, что Breakers не смогут составить прямую конкуренцию «Сэйнтс», хотя и были одной из немногих команд USFL, которые потенциально могли бы вытеснить соперников из НФЛ из города. В то время «Сэйнтс» переживали период посредственности, сумев достичь показателя 0,500 только дважды в своей истории.
Бывший владелец Джон В. Меком-младший планировал продать или переместить команду. Вместо того чтобы играть неудачный весенний сезон 1985 года в Новом Орлеане, Канисаро принял решение переместить команду во второй раз за такой же срок.
После успешной спортивной карьеры в лёгкой атлетике в Калифорнийском государственном университете в Лос-Анджелесе, Томми Листер-младший решил попробовать свои силы в футболе. В 1984 году он принял участие в предсезонных играх с командой, но не смог попасть в основной состав. После этого Листер вернулся в Лос-Анджелес, где продолжил свою актёрскую и профессиональную карьеру в реслинге.

### Portland Breakers
В процессе поиска нового места для команды Канисаро рассматривал возможность переезда в Сакраменто и Колумбус, а также рассматривал возможность слияния с командой Birmingham Stallions. Однако особое внимание он уделил Портленду, который представлял собой крупный рынок с подходящим по стандартам USFL стадионом Civic Stadium, способным вместить 32 000 зрителей. 
13 ноября 1984 года было объявлено о переезде команды в Портленд. Для Коури, который в 1974 году возглавлял команду Portland Storm в Мировой футбольной лиге, это было своего рода возвращением домой.
Первоначально Портленд встретил команду Breakers с большим энтузиазмом. В течение двенадцати часов было продано 6000 самых дорогих билетов.
В ходе игры команда столкнулась с напряжением, накопившимся за три года выступлений в трёх городах. В качестве замены основному квотербеку Уолтону был выбран Мэтт Робинсон, бывший стартер команды Jacksonville. Это решение было принято вместо поиска более опытного квотербека без постоянного места в USFL, такого как Крейг Пенроуз, Алан Ришер или Майк Хохенси, или рассмотрения возможности обмена с другими командами, например, с Фредом Бесаной из Окленда, или даже подписания ветерана НФЛ.
В конечном итоге Робинсон не смог полностью заменить Уолтона, его рейтинг как квотербека составил 62,6. Полузащитник Джордан и лайнбекер Локетт также продемонстрировали впечатляющие результаты, набрав более 800 ярдов за сезон. Однако сезон фактически завершился досрочно из-за травмы колена, полученной Дюпри в первом матче. Несмотря на то, что команде удалось обыграть четыре команды в плей-офф, она не смогла преодолеть серию из шести поражений и завершила сезон со счётом 6–12.
Breakers были одной из девяти команд, которые должны были участвовать в первом осеннем сезоне USFL. Они должны были стать одной из двух команд, расположенных к западу от реки Миссисипи. Однако посещаемость их игр была недостаточной для того, чтобы выйти в ноль. Это было связано с тем, что Civic Stadium находился в центре города, где была небольшая парковка. Остановка на линии легкорельсового транспорта MAX должна была открыться только через десять лет.
При такой низкой посещаемости расчёт заработной платы за встречи превратился в сложную задачу. В какой-то момент в середине сезона игрокам платили раз в две недели. Когда до конца сезона оставалось четыре игры, чеки перестали приходить.
В результате команда была вынуждена отказаться от всего своего состава после того, как пропустила свою последнюю расчётную ведомость. Позже Коури вспоминал, что он и его сотрудники так и не получили полную заработную плату, предусмотренную в их контрактах.
После неудачных переговоров о слиянии с другими командами Канисаро принял решение закрыть франшизу. Это произошло в период антимонопольного иска USFL против NFL, который был инициирован по причине убытков в размере более 17 миллионов долларов за три года.
Ещё до закрытия франшизы стало очевидно, что команда Breakers больше не будет участвовать в соревнованиях.
Канисаро был единственным владельцем лиги, который дважды перемещал свою команду на большие расстояния. Обсуждалась возможность переезда команды Denver Gold в Портленд, но эта идея была отклонена, поскольку владельцы Gold выступили против переезда. Вместо этого они объединились с Jacksonville Bulls.
Вскоре после этого вся лига приостановила свою деятельность, получив компенсацию в размере трёх долларов.
Команда Breakers является уникальной в USFL, поскольку она выступала в течение всего сезона в трех разных городах, каждый год меняя место дислокации. В отличие от многих других команд USFL, Breakers не меняла свое название, логотип или цветовую гамму при переезде.